# Fasslomyia fantastica
Fasslomyia fantastica là một loài ruồi trong họ Tachinidae.